# Kleppjárnsreykir
Kleppjárnsreykir est une localité islandaise de la municipalité de Borgarbyggð située à l'ouest de l'île, dans la région de Vesturland. En 2011, le village comptait 38 habitants.